# Małgorzata Górnicka
Małgorzata Górnicka (ur. 16 września 1979) – polska judoczka, medalistka mistrzostw Europy.
Była zawodniczka KS AZS-AWF Wrocław (1992-2009). Dwukrotna brązowa medalistka mistrzostw Europy OPEN seniorek (Moskwa 2005, Warszawa 2007). Sześciokrotna medalistka zawodów Pucharu Świata seniorek w kategorii powyżej 78 kg (złoto: Tampere 2005, srebro: Warszawa 1999, Warszawa 2000, brąz: Warszawa 1998, Warszawa 2006, Praga 2007). Dwukrotna medalistka mistrzostw Europy juniorek (srebro: 1998, brąz: 1997). Mistrzyni i wicemistrzyni Uniwersjady (odpowiednio: 2006 i 2004). Siedemnastokrotna medalistka mistrzostw Polski seniorek: pięciokrotna złota (2004, 2005, 2006, 2007, 2009), czterokrotna srebrna (2000, 2002, 2003, 2008) i ośmiokrotna brązowa (1995, 1996, 1997, 1998, 1999 - kat. powyżej 78 kg, 1999 - kat. open, 2000 - mistrzostwa Polski OPEN, 2008). Ponadto m.in. czterokrotna mistrzyni Polski juniorek (1995, 1996, 1997, 1998).